# Entwässerungsgraben
Ein Entwässerungsgraben ist ein kulturtechnisches Bauwerk, das als offener Kanal überschüssiges Wasser abtransportiert. Er dient häufig zum Abfluss des bei Niederschlag anfallenden Regenwassers (z. B. bei einer  Trennwasserkanalisation oder am Rand von Straßen außerhalb dicht bebauter Gebiete); vor allem wurde ein solcher Graben aber historisch zur Drainage von Feuchtgebieten und zur Melioration landwirtschaftlicher Flächen angelegt. Ein derartiger Graben ist in der Regel genehmigungspflichtig. Entwässerungsgräben von Bahnkörpern entlang von Eisenbahnstrecken werden Bahngraben genannt.

## Eigenschaften
Gräben zur Entwässerung von Straßen sind zumeist nur bei Niederschlag wasserführend. Historisch wurde bis zur Einführung einer unterirdischen Kanalisation auch Schmutzwasser aus Siedlungen in Entwässerungsgräben z. B. zum Vorfluter abgeleitet.
Ein Entwässerungsgraben hat insgesamt eine geringere Dynamik als ein Fließgewässer; sein Boden verschlammt, und auf Dauer droht der Graben zu „verlanden“. Es ist daher Pflegearbeit aufzuwenden, um den Graben langfristig funktionsfähig und offen zu halten.
Ein Graben hat im Allgemeinen recht steil geböschte Flanken. Grenzfall des Entwässerungsgrabens ist die Entwässerungsrinne in der Ortschaft; sie dient häufig zur Entwässerung einer befestigten (Verkehrs-)Fläche und ist weniger tief und weniger breit als ein Entwässerungsgraben. Das zur Rinne hinführende Gefälle beträgt häufig lediglich wenige Prozent. Bei Gräben werden die einfassenden Seitenwände weitaus steiler ausgeführt.
In Abhängigkeit von den vorhandenen Habitatstrukturen und der Landnutzung auf den anliegenden Flächen nehmen Entwässerungsgräben in unterschiedlichem Umfang auch ökologische Funktionen wahr, beispielsweise als Lebensraum für Pflanzen oder als Brut-, Nist-, Laich- oder Jagdplatz für Tiere. Insofern kann es zu Zielkonflikten zwischen Wasserwirtschaft und Biodiversitätsschutz kommen, die sich durch geeignete Pflegemaßnahmen häufig vermindern lassen.

## Verantwortungszuweisung
Soweit ein Entwässerungsgraben als Gewässer (meist) 3. Ordnung betrachtet werden kann und eine wasserwirtschaftliche Bedeutung hat, ist die Kommune bzw. wo vorhanden ein Wasser- und Bodenverband für seine Unterhaltung zuständig. Entscheidend für die wasserwirtschaftliche Bedeutung ist dabei sein bestehender ökologischer Wert bzw. die Unterschutzstellung des Biotops, die Größe seines Einzugsgebiets, seine Wirkung auf den Wasserhaushalt und die Gefahren, die von dem Graben ausgehen können. Ist ein Entwässerungsgraben nur von geringer wasserwirtschaftlicher Bedeutung, so ist seine Pflege und Unterhaltung die Aufgabe der Anlieger. Ausnahme sind Straßenseitengräben, die als Bestandteil der Straße gesehen und rechtlich nicht als Gewässer, sondern als Abwasseranlage eingeordnet werden.